# Andersson-Nunatak
Der Andersson-Nunatak ist ein 185 m hoher Nunatak am nordöstlichen Ende der Antarktischen Halbinsel. Er ragt 1,5 km westlich des Sheppard Point aus einem küstennahen Kliff an der Nordküste der Hope Bay auf.
Entdeckt wurde der Nunatak von Johan Gunnar Andersson (1874–1960), stellvertretender Leiter der Schwedischen Antarktisexpedition (1901–1903), der gemeinsam mit einer Mannschaft 1903 an der Hope Bay überwinterte. Der Falkland Islands Dependencies Survey benannte ihn nach einer 1945 vorgenommenen Vermessung nach seinem Entdecker.